# تپه باستانی ملیان
تپه باستانی مَلیان محوطه باستانی بزرگی است که وسعت آن بیش از ۲۰۰ هکتار و در شهرستان بیضا، در ۴۶ کیلومتری شمال شیراز و ۴۶ کیلومتری غرب پارسه در ارتفاع ۱۶۱۱ متر از سطح دریا قرار دارد. بخش کوچکی از آن در سال‌های ۱۹۷۱ تا ۱۹۷۶ زیر نظر دکتر ویلیام سامنر و پژوهشگران دانشگاه‌های پنسیلوانیا، میشیگان و اوهایوی آمریکا حفاری شده‌است. سامنر احتمال می‌دهد که زیر لایه‌های ساسانی ـ اسلامی نیمه غربی این محوطه استقرارگاه وسیعی از زمان هخامنشیان قرار گرفته باشد. این محل همچنین مهم‌ترین محل شناخته شده از فرهنگ بانِش میانی است. در این محل تعدادی لوح‌های گلی ایلامی مربوط به ۱۳۰۰ تا ۱۰۰۰ ق.م. بدست آمده‌است که بیشتر آن‌ها در دانشگاه پنسیلوانیا نگهداری می‌شود.
از دوره بانش انتهایی در تل ملیان دیوار یک شهر بزرگ با وسعت ۲۰۰ هکتار بدست آمده که از آجر خشتی ساخته شده‌است و هم‌دورهٔ شوش است. بخش بیرونی دیوار دارای پی سنگی بوده که آن را در مقابل قلعه‌کوب‌ها محکم کند و خود دیوار از از دیوارهایی موازی تشکیل شده که راهروهایی را درون خود ایجاد می‌کند. قطر دیوار کمتر از ۵ متر نیست. ساخت چنین دیوار عظیمی به طول پنج کیلومتر باید جهت محافظت از شهر در مقابل حکومت‌های قدرتمندی در همسایگی باشد که سایه سنگین حملات آن‌ها مرتباً شهر را تهدید می‌کند. این دشمن لشکری داشته که به راحتی قادر بوده دیوارهای ساده را تخریب کند و مردم ملیان مجبور شده‌اند چنین دیوار مستحکمی بسازند.

## پیشینه
این تپه را محل شهر باستانی انشان می‌دانند. کوروش بزرگ هنگامی که در سال ۵۳۹ ق.م. قدم به بابل نهاد، خود را «شاه انشان» پسر کمبوجیه، شاه انشان، نوهٔ کوروش، شاه انشان، نبیرهٔ چیش‌پش، شاه بزرگ، شاه انشان» خوانده‌است. بر اساس یافته‌های جدید تاریخی، آغاز سلطنت چیش‌پش به حدود ۶۳۵ ق.م. بازمی‌گردد، احتمالاً در فاصله بین ۶۴۸ تا ۶۳۵ ق.م.، یعنی زمانی که ایلامی‌ها درگیر جنگ با آشوریان بودند، مردمی که گروهی از محققان آنان را «انشانی‌ها» و گروهی دیگر نخستین هخامنشیان می‌دانند، حکومت اَنشان را به دست گرفته‌اند. بنابر تحقیقاتی که تاکنون انجام شده، از آثار دوران هخامنشی در این تپه، چند تکه سفال به دست آمده که آن را به موزه ایران باستان منتقل نموده‌اند.

## آثار
در کاوش‌هایی که طی سال‌ها در این محوطه انجام شده کارشناسان توانسته‌اند آثار معماری، آجر کتیبه دار و اشیای باستانی زیادی را کشف و شناسایی کنند. کارشناسان در جریان کاوش و حفاری‌های باستان‌شناسی در بخش‌های مختلف شهر باستانی انشان توانسته‌اند بقایای معماری‌های مختلفی را از دوران آغاز ایلامی (سه هزار تا دو هزار و ۸۰۰ پیش از میلاد)، ایلامی قدیم (دو هزار و ۲۰۰ تا یک هزار و ۶۰۰ پیش از میلاد) و ایلامی میانه (یک هزار و پانصد تا یک هزار و ۱۰۰ پیش از میلاد) را شناسایی کنند.

## آثار ملی ایران
تپه ملیان در اردیبهشت ماه ۱۳۵۴ با شماره ۱۰۴۶ در فهرست آثار ملی ایران به ثبت رسیده‌است.